# Catagoniopsis berteroana
Catagoniopsis berteroana är en bladmossart som beskrevs av Brotherus 1909. Catagoniopsis berteroana ingår i släktet Catagoniopsis och familjen Brachytheciaceae. Inga underarter finns listade i Catalogue of Life.